# プリンセス・プリンセス キャラクターソング
『プリンセス・プリンセス キャラクターソング』は、テレビアニメ『プリンセス・プリンセス』のキャラクターソングアルバム。2006年6月23日から2006年7月21日にかけてフロンティアワークスから発売された。

## 概要
- テレビアニメ『プリンセス・プリンセス』のキャラクターソング。キャラクターソングとサウンドトラックとポエトリーリーディングが収録されている。
- 初回限定版には、特典として各CDにイラストカードが封入されている。

## リリース一覧

### Sweet Suite vol.1
歌は、四方谷裕史郎（朴璐美）。2006年6月23日に発売された。
1. 薔薇の掟
作詞：森由里子 / 作曲・編曲：櫻井真一
2. 幾千の星たちへ
作曲：瑞木薫
3. 夢咲きぬ
作曲：瑞木薫
4. ポエトリーリーディング ココロノユクエ
作詞：森由里子 / 作曲：瑞木薫
5. 逡巡（まよい）の夜
作曲：瑞木薫
6. True
作曲：瑞木薫
7. 青空のモーション
作曲：瑞木薫
8. 薔薇の掟（オリジナルカラオケ）
9. ポエトリーリーディング ココロノユクエ（オリジナルカラオケ）

### Sweet Suite vol.2
歌は、豊実琴（柿原徹也）。2006年7月7日に発売された。
1. キューティーハニー
作詞：クロードQ / 作曲：渡辺岳夫 / 編曲：コーニッシュ
テレビアニメ『プリンセス・プリンセス』挿入歌
2. 春へのスピード
作曲：瑞木薫
3. ブルーローズ
作曲：瑞木薫
4. ポエトリーリーディング 永遠の中の、ほんの一瞬
作詞：森由里子 / 作曲：瑞木薫
5. princess
作曲：瑞木薫
6. ふたりのスローダンス
作曲：瑞木薫
7. ソリティア
作曲：瑞木薫
8. キューティーハニー（オリジナルカラオケ）
9. ポエトリーリーディング 永遠の中の、ほんの一瞬（オリジナルカラオケ）

### Sweet Suite vol.3
歌は、河野亨（福山潤）。2006年7月21日に発売された。
1. 明日はHallelujah
作詞：森由里子 / 作曲・編曲：酒井ミキオ
2. 光のデスティニー
作曲：瑞木薫
3. 檸檬の午後
作曲：瑞木薫
4. ポエトリーリーディング 海へのいざない
作詞：森由里子 / 作曲：瑞木薫
5. さがせないメッセージ 
作曲：瑞木薫
6. honey bee
作曲：瑞木薫
7. 桃色のダイアリー
作曲：瑞木薫
8. 明日はHallelujah（オリジナルカラオケ）
9. ポエトリーリーディング 海へのいざない（オリジナルカラオケ）